# 柯尊平
柯尊平（1956年9月—），陕西安康人；西南交通大学物理师资班毕业，工学博士。1975年加入中国共产党，是中共第十八届中央候补委员。曾任中共四川省委组织部部长、中共四川省委副书记、四川省政协主席。

## 经历
柯尊平早年曾在家乡陕西省安康县五理公社插队劳动；1977年，进入原铁道部西安铁路局安康电机段工作；1978年9月，考入西南交通大学物理师资班学习。大学毕业后，留校任教；历任西南交大助教、讲师、副教授；1993年，任计算机与通信工程学院常务副院长；1995年，升任校党委副书记、副校长；1999年，任校党委书记。
2000年，柯尊平离开西南交大，出任四川省政府省长助理；2001年2月，当选副省长；2007年5月，任中共四川省委常委、兼省委组织部部长；2012年11月，在中共十八大上，当选候补中央委员；2013年4月，晋升省委副书记；2015年1月，在四川省政协十一届三次会议上，当选省政协主席。2018年1月，当选第十三届全国政协委员。2021年7月12日，四川省委书记彭清华在成都会见班禅额尔德尼·确吉杰布，欢迎他来川参观考察，省政协主席柯尊平一同会见。2022年1月19日，辞任四川省政协主席职务。2022年3月2日，被增补为全国政协教科卫体委员会副主任。